# Dziersław Wilczek
Dziersław Wilczek z Lubienia, Zubrzy i Boczowa herbu Poraj (zm. w 1511 roku) – podkomorzy lwowski w latach 1496-1511.
Poseł na sejm piotrkowski 1504 roku z województwa ruskiego. Podpisał dyplom elekcji Zygmunta I Starego na króla Polski i wielkiego księcia litewskiego na sejmie w Piotrkowie 8 grudnia 1506 roku. Poseł na sejm koronacyjny 1507 roku i sejm piotrkowski 1511 roku z ziemi lwowskiej